# Jacobina do Piauí
Jacobina do Piauí is een gemeente in de Braziliaanse deelstaat Piauí. De gemeente telt 5.831 inwoners (schatting 2009).